# Merrimack County
Merrimack County ist ein County im Bundesstaat New Hampshire der Vereinigten Staaten. Hier leben 153.808 Menschen (Stand 2020). Der Verwaltungssitz (County Seat) ist Concord, der Hauptstadt New Hampshires.

## Geschichte
Merrimack County ist seit 1823 in Concord organisiert und nach dem Fluss Merrimack benannt. Es wurde aus den jeweiligen nördlichen Teilen von Hillsborough County und Rockingham County gegründet.
Zwei Orte im County haben den Status einer National Historic Landmark, das Canterbury Shaker Village und das Daniel Webster Family Home. 88 Bauwerke und Stätten des Countys sind insgesamt im National Register of Historic Places eingetragen (Stand 15. Februar 2018).
| Jahr      | 1980   | 1990    | 2000    | 2010    | 2020    |
| --------- | ------ | ------- | ------- | ------- | ------- |
| Einwohner | 98.038 | 120.005 | 136.225 | 146.445 | 153.808 |

## Geographie
Das County hat eine Fläche von 2.477 Quadratkilometern. Davon sind 57 Quadratkilometer (3,1 Prozent) Wasserflächen.
Nachbar-Counties
- Belknap County, Nordosten
- Strafford County, Osten
- Rockingham County, Südosten
- Hillsborough County, Süden
- Sullivan County, Westen
- Grafton County, Nordwesten

## Städte und Gemeinden
Merrimack County teilt sich in zwei Cities und 25 Towns; beide Begriffe werden ins Deutsche mit Stadt übersetzt. Die Zahlen hinter den Ortsnamen sind die Einwohnerzahlen der Volkszählung von 2020.

### Cities
- Concord, 43.976
- Franklin, 8.741

### Towns
| - Allenstown, 4.707 - Andover, 2.406 - Boscawen, 3.998 - Bow, 8.229 - Bradford, 1.662 | - Canterbury, 2.389 - Chichester, 2.665 - Danbury, 1.250 - Dunbarton, 3.005 - Epsom, 4.834 | - Henniker, 6.185 - Hill, 1.017 - Hooksett, 14.871 - Hopkinton, 5.914 - Loudon, 5.576 | - New London, 4.400 - Newbury, 2.172 - Northfield, 4.872 - Pembroke, 7.207 - Pittsfield, 4.075 | - Salisbury, 1.422 - Sutton, 1.978 - Warner, 2.937 - Webster, 1.913 - Wilmot, 1.407 |